# NGC 4144
NGC 4144 ist eine Balken-Spiralgalaxie mit ausgedehnten Sternentstehungsgebieten vom Hubble-Typ SBc im Sternbild Großer Bär am Nordsternhimmel. Sie ist schätzungsweise 14 Millionen Lichtjahre von der Milchstraße entfernt und hat einen Durchmesser von 25.000 Lichtjahren. 
Das Objekt wurde am 10. April 1788 von Wilhelm Herschel entdeckt.